# Shōko (instrument)
Pour les articles homonymes, voir Shoko (homonymie).

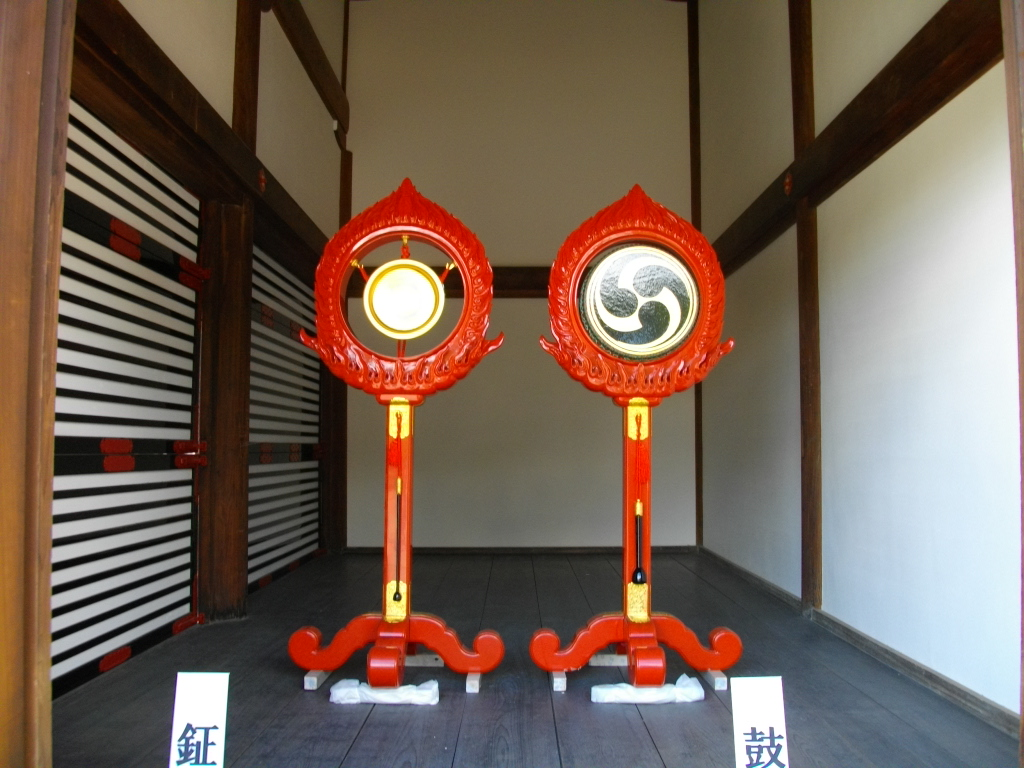
Deux shōkos.

Le shōko (kanji : 鉦鼓 ; hiragana : しょうこ ; hiragana ancien : しやうこ) est un petit gong en bronze frappé avec deux baguettes en corne, utilisé dans le gagaku japonais. Il est suspendu à un cadre vertical et se présente en trois formats.